# Xã Sun Prairie, Quận McCook, Nam Dakota
Xã Sun Prairie (tiếng Anh: Sun Prairie Township) là một xã thuộc quận McCook, tiểu bang Nam Dakota, Hoa Kỳ. Năm 2010, dân số của xã này là 148 người.